# Ozarba capreolana
Ozarba capreolana är en fjärilsart som beskrevs av Hans Rebel 1948. Ozarba capreolana ingår i släktet Ozarba och familjen nattflyn. Inga underarter finns listade i Catalogue of Life.